# Campo de Extermínio
Campo de Extermínio è il primo album in studio del gruppo musicale brasiliano Holocausto, pubblicato nel 1987 dalla Cogumelo Records.

## Tracce
1. Intro – 1:59
2. Campo de Extermínio – 4:34
3. Forças Terroristas – 2:34
4. Scória – 3:16
5. Facção Revolucionária Armada – 2:59
6. Regimento da Morte – 4:28
7. III Reich – 2:02
8. Vietnã – 3:50
9. Guerrilheiro Suicida – 3:20
10. Setembro Negro – 4:44

## Formazione

### Gruppo
- Rodrigo "Führer" – voce
- Valério "Exterminator" – chitarra
- Anderson "Guerrilheiro" – basso
- Armando "Nuclear Soldier" – batteria